# Achloa helvola
Achloa helvola är en skalbaggsart som beskrevs av Wilhelm Ferdinand Erichson 1840. Achloa helvola ingår i släktet Achloa och familjen Melolonthidae. Inga underarter finns listade i Catalogue of Life.